# Ingólfsfjall

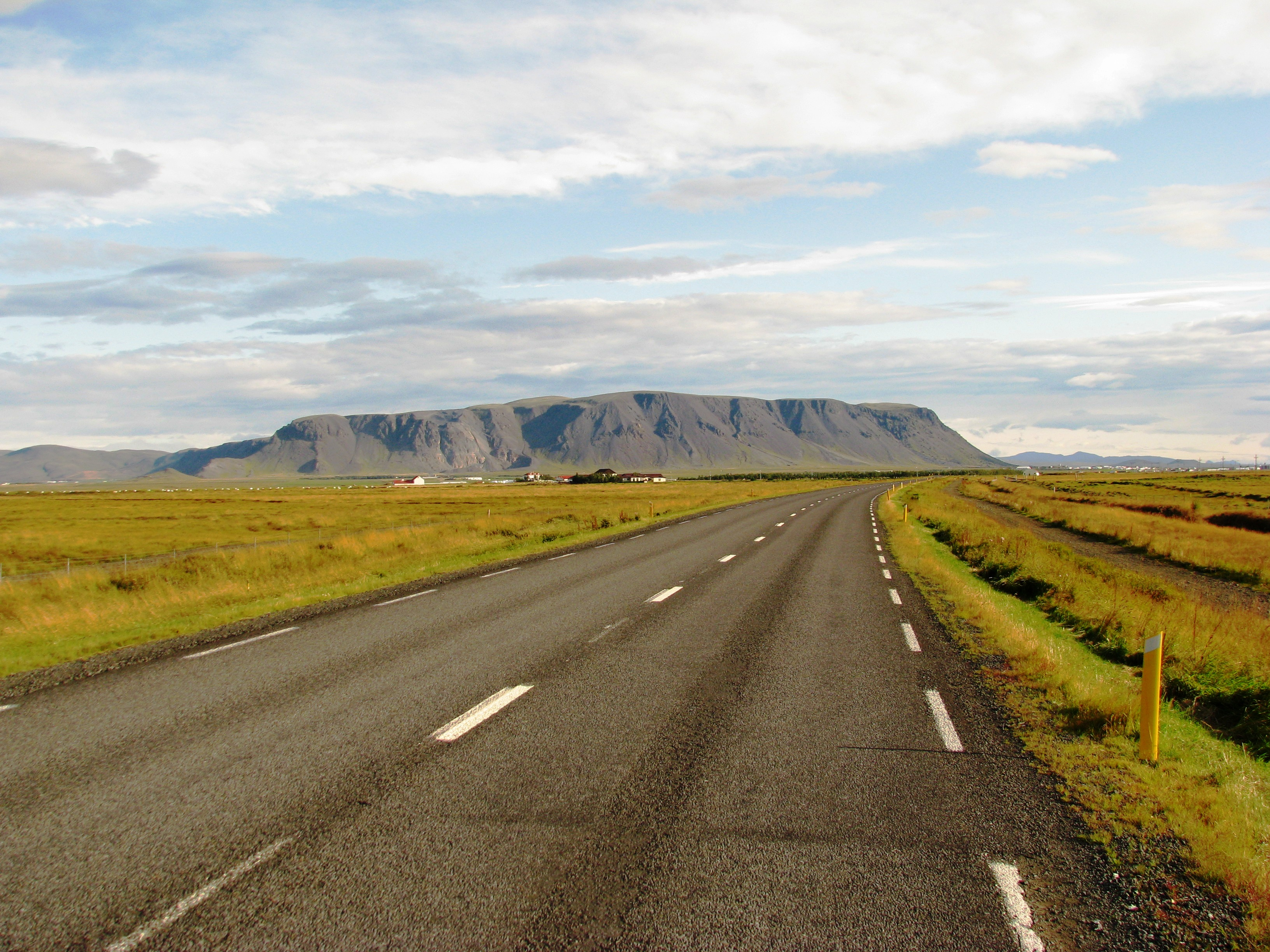
De Ingólfsfjall vanaf de Eyrarbakkavegur (wegnummer 34)

Even ten noordwesten van de IJslandse stad Selfoss ligt de 551 meter hoge berg Ingólfsfjall (Berg van Ingólfur), die voornamelijk uit het vulkanische tufsteen bestaat. Hij ligt aan de westelijke oever van de Ölfusá rivier in het midden van IJslands grootste landbouwgebied. De berg dankt zijn naam aan IJslands eerste permanente kolonist Ingólfur Arnarson. Ingólfur verbleef tijdens de derde winter die hij op IJsland doorbracht bij het nabijgelegen Fjallstún (IJslands voor Bergweide). Volgens de overlevering zou Ingólfur in de uit doleriet bestaande heuvel Inghóll vlak onder de Ingólfsfjall begraven zijn. In vroeger tijden heette deze heuvel Inghólsfjall.
De Ingólfsfjall rijst vanaf de west-, zuid- en oostkant steil omhoog op. Aan de noordzijde vormt de berg min of meer de zuidoostelijke begrenzing van het Hengill bergmassief.
De berg is vanuit Selfoss goed zichtbaar, en wordt door de plaatselijke bevolking daarom ook wel bæjarfjall (berg van de stad) genoemd.